# Uganda nos Jogos Paralímpicos de Verão de 1976
Uganda participou dos Jogos Paralímpicos de Verão de 1976, que foram realizados na cidade de Toronto, no Canadá, entre os dias 3 e 11 de agosto de 1976.
O. Obadiya foi o único representante da Uganda e competiu na prova masculina do arremesso de dardo da categoria C, terminando na décima quinta colocação, com o arremesso de 32m18.